# Tarasa pediculata
Tarasa pediculata är en malvaväxtart som beskrevs av Antonio Krapovickas. Tarasa pediculata ingår i släktet Tarasa och familjen malvaväxter. Inga underarter finns listade i Catalogue of Life.